# 第二代埃塞克斯伯爵阿爾傑農·卡佩爾
阿爾杰農·卡佩爾（英語：Algernon Capell，1670年12月28日—1710年1月10日），英國貴族及廷臣，第二代埃塞克斯伯爵。第一代埃塞克斯伯爵亞瑟·卡佩爾之子。1692年娶第一代波特蘭伯爵威廉·本廷克的女兒瑪麗·本廷克，有一子二女。